# Zenon Piech
Zenon Jerzy Piech (ur. 1954) – polski historyk, doktor habilitowany nauk humanistycznych, kierownik Zakładu Nauk Pomocniczych Historii IH UJ.

## Życiorys
Urodził się w Krakowie. W 1973 ukończył studia historyczne na Uniwersytecie Jagiellońskim. W czasie studiów prezes Koła Naukowego Historyków Studentów UJ. Promotorem jego pracy magisterskiej był Zbigniew Perzanowski. Doktorat w 1988, habilitacja w 2004 (na podstawie rozprawy Pieczęcie, monety i herby w systemie symboli władzy Jagiellonów). W pracy badawczej skupia się m.in. na zagadnieniach sfragistyki, epigrafiki i archeologii prawnej. Po upadku komunizmu był jednym z prekursorów odnowy Polskiego Towarzystwa Heraldycznego i założycielem jego krakowskiego oddziału. Wraz z Wojciechem Drelicharzem i Barbarą Widłak jest autorem licznych obowiązujących obecnie herbów małopolskich jednostek samorządowych, w tym m.in. herbów województwa małopolskiego i Krakowa.
W 2023 został odznaczony Krzyżem Kawalerskim Orderu Odrodzenia Polski. W 2024 przeszedł na emeryturę.

## Wybrane publikacje
- Święty Stanisław szafarzem korony Królestwa Polskiego. Ze studiów nad średniowieczną sfragistyką miasta Krakowa, „Rocznik Krakowski” 57, Kraków 1991.
- Ikonograﬁa pieczęci Piastów, Kraków 1993.
- Monety, pieczęcie i herby w systemie symboli władzy Jagiellonów, Warszawa 2003.
- Dawne i nowe herby Małopolski, Kraków 2004 (wspólnie z W. Drelicharzem).